# Vic Fuentes
Victor Vincent „Vic“ Fuentes (* 10. Februar 1983 in San Diego, Kalifornien) ist ein US-amerikanischer Rockmusiker. Vic Fuentes ist Gitarrist und Sänger der Post-Hardcore-Band Pierce the Veil und war neben seinem jüngeren Bruder Mike Mitglied der kurzlebigen Supergroup Isles & Glaciers. Er und sein Bruder haben mexikanische und irische Vorfahren. Privat ist er mit den Musikern von Sleeping with Sirens befreundet.

## Privates
Victor „Vic“ Fuentes wurde am 10. Februar 1983 in San Diego, Kalifornien geboren. Seine Eltern heißen Victor Gamboa Fuentes und Vivian K. Fuentes. Sein Vater war ein mexikanischer Jazz-Musiker, welcher heute als Anstreicher arbeitet. Durch ihn lernte er im Alter von sieben Jahren Gitarre zu spielen. Seine Mutter Vivian arbeitete als Lebensmittelprüferin, musste ihre Anstellung aufgrund eines Karpaltunnelsyndroms aufgeben.
Fuentes studierte Grafikdesign an der San Diego State University. Dieses Studium brach er jedoch ab, nachdem seine Band von Equal Vision Records unter Vertrag genommen wurde. Er erreichte, wie sein Bruder Mike, seinen Abschluss an der Mission Bay High School.
Vic Fuentes’ Ex-Freundin litt an Brustkrebs. Ihr widmete er das Lied A Match Into Water auf dem Album Collide with the Sky. Auch gab er zu früher Probleme mit Selbstverletzung gehabt zu haben. In einem Artikel im Fuze Magazine verriet er, dass er sogar eigene Erfahrung mit Depressionen und Selbstmordgedanken gemacht habe. Seit 2012 ist er mit Danielle Perry liiert, welche auf dem Cover des 2014 veröffentlichten Albums The Black Market von Rise Against zu sehen ist. Anfang des Jahres 2021 machte Fuentes ihr einen Heiratsantrag.
Vic Fuentes ist als Gastmusiker im Stück Starving for Friends von Slaves, welches auf deren Debütalbum Through Art We Are All Equals zu finden ist, zu hören. Laut Jonny Craig soll diese Kooperation eine Entschuldigung an ihm und dem Rest von Pierce the Veil darstellen, weil sich Craig von ihrer früheren Freundschaft einen persönlichen Vorteil gezogen habe. In einem Interview mit Alternative Press vom 3. Juli 2014 ging Craig aber nicht genauer auf diesen Vorfall ein.
Die Fuentes-Brüder sind mit dem Musiker Nick Martin, welcher unter anderem bei Underminded, Cinematic Sunrise, D.R.U.G.S. aktiv ist bzw. war, verwandt. Außerdem hat Victor Fuentes zwei Halbbrüder und eine Halbschwester, die aus der ersten Ehe seiner Mutter hervorgehen.
Er ist mit Curtis Peoples, welcher mit an dem Lied King for a Day schrieb, seit seiner Kindheit befreundet. In der Highschool spielten sie zusammen in einer Punkband, die sich 3 Simple Words nannte. Sein Neffe Kyle Allen gründete die Band Keyes, die einen Plattenvertrag bei Tragic Hero Records unterschrieben haben.
Am 6. August 2019 gab Fuentes bekannt, Co-Vorsitzender der Living the Dream Foundation, einer Non-Profit-Organisation die schwerkranken Kindern und Jugendlichen einen Wunsch erfüllt, geworden zu sein. Fuentes war bereits seit 2016 als Botschafter der Organisation tätig.

## Karriere
Im Jahr 1998 gründete Fuentes mit seinem Bruder Mike die Gruppe Before Today unter dem Namen Early Times. Die einzige bekannte Veröffentlichung erschien im Jahr 2004 in Form eines Albums über Equal Vision Records. Im Jahr 2006 trennte sich die Gruppe, woraufhin die Brüder im Jahr 2007 die Band Pierce the Veil gründeten. Mit dieser veröffentlichte er bis heute mit A Flair for the Dramatic, Selfish Machines, Collide with the Sky und Misadventures vier Studioalben. Mit Pierce the Veil tourte Fuentes weltweit und trat dabei sowoal auf mehreren bekannten Musikfestivals als auch Festivaltourneen wie etwa Rock am Ring, Rock im Park, dem Soundwave Festival, Slam Dunk Festival und der Warped Tour auf. Dabei wurde die Band unter anderem von Gruppen wie Sleeping with Sirens, Tonight Alive, A Day to Remember, All Time Low und viele weitere begleitet. Das bisher erfolgreichste Studioalbum veröffentlichte Fuentes mit seiner Band im Jahr 2012. Collide with the Sky verkaufte sich bis August 2014 annähernd 250,000 mal allein in den Vereinigten Staaten. Dort stieg das Album auf Platz 12 der nationalen Albumcharts ein. Die Bonus-DVD This Is a Wasteland, welche der Neupressung des Albums beiliegt erhielt eine Auszeichnung als Beste DVD bei den Revolver Golden Gods Awards.
Zudem war Vic Fuentes einer von drei Sängern in der kurzlebigen Supergroup Isles & Glaciers aktiv, die lediglich eine EP veröffentlichte und nur eine einzige Show spielte. Fuentes war im Mai 2008 auch Session-Musiker bei Cinematic Sunrise.
2014 wurde er bei den Alternative Press Music Awards in der Kategorie Best Vocalist nominiert, welcher jedoch an Brendon Urie von Panic! at the Disco ging.
Fuentes war bereits unter anderem als Gastmusiker bei  Chiodos, Mayday Parade, Slaves und All Time Low zu hören. Zudem ist er im Musikvideo zum Lied All I Want von A Day to Remember aus dem Album Common Courtesy zu sehen. Außerdem hat Fuentes einen Cameo-Auftritt in den Musikvideos Boom von Simple Plan und Blind von Third Eye Blind, wobei letzteres Stück eine Coverversion von Beyoncés gleichnamigen Lied ist.

## Songtexte
Selten wird Fuentes beim Schreiben der Songtexte von Freunden wie Tom Denney (ehemaliger Gitarrist bei A Day to Remember, heute Musikproduzent), Curtis Peoples oder Dave Yaden unterstützt. Viele seiner Texte basieren auf persönlichen Erfahrungen. Fuentes folgt beim Verfassen der Liedtexte keinerlei Konzepte, sondern lässt sich von aktuellen oder familiären Ereignissen, persönlichen Erfahrungen in Beziehungen, auf Tournee und von Freunden inspirieren.

“I try not to really go with any sort of concept or anything like that.  Some bands are very political; some bands only write about love. Our band is always about what has recently happened, whatever is happening in our families, in our lives, our relationships, our tours and our friends. Whatever is weighing heavy in our minds is going to come out.”

Allerdings hat Vic Fuentes auch mehrere Stücke verfasst, bei denen er von Fans der Gruppe inspiriert wurde. So schrieb er die Lieder Bulls in the Bronx und Hold On Till May für Olivia Penpraze, welche sich am 3. April 2012 erhängte. Freunde von Penpraze schrieben den Musikern einen Brief, da diese ein Fan der Band gewesen war.

“‘Bulls in the Bronx’ has a crazy story to it. It’s a sad story, but it inspired the song. It’s about this girl who is 16, and her friends wrote to me and said she recently committed suicide, along with a link to her Tumblr page. It was one of the most haunting things I’ve ever seen. It’s so sad because she was such a sweet-looking girl too. There were things on there where she would say how she thought she was worthless, ugly, and all this crazy stuff. That whole thing really stuck with me for a while, and I wrote this song about her.”

Auch das Lied I Don’t Care If You’re Contagious wurde einem Fan der Band gewidmet. Die Musiker erzählten in einem Artikel mit dem Magazin Alternative Press, dass ein weiblicher Fan Kontakt mit den Musikern aufgenommen habe und berichtete, dass ihr ehemaliger Freund bei einem Autounfall ums Leben kam. Beide hatten sich auf einem Konzert der Gruppe kennengelernt. Fuentes schrieb dieses Lied als Geschenk für sie. Das Lied Million Dollar Houses (The Painter) ist an Fuentes’ Eltern gerichtet, wobei sein Vater dabei gezielt angesprochen wurde. Das Stück handelt davon, dass das Thema Geld seine Eltern nicht entzweite, egal wie schlecht es ihnen ging.
Viele Fans der Gruppe haben sich bereits bei der Band bedankt und schreiben den Texten eine „heilende“ Wirkung zu. So gab es Hörer, die sich durch die Texte abgehalten haben, sich selbst zu verletzen.

## Gesang
Vic Fuentes ist für seine recht hohe Gesangsstimme bekannt. Im Metal Hammer wurde seine Stimme bereits mit Claudio Sanchez von Coheed and Cambria verglichen. Im Studio spielt Fuentes sowohl die Clean- als auch die gescreamten Gesangparts ein, während bei Live-Konzerten Bassist Jaime Preciado in die Rolle des Screamers schlüpft.

## Diskografie

### Mit Before Today
- 2004: A Celebration of an Ending

### Mit Pierce the Veil
- 2007: A Flair for the Dramatic (Equal Vision Records)
- 2010: Selfish Machines (Equal Vision Records)
- 2012: Collide with the Sky (Fearless Records)
- 2016: Misadventures (Fearless Records)
- 2023: Jaws of Life  (Fearless Records)

### Mit Isles & Glaciers
- 2010: The Hearts of Lonely People

### Gastauftritte
- 2006: Im Song Higher Than Kites von Lower Definition auf der Demo Moths[33]
- 2009: Im Song Aviation auf der The City, The Circus EP von Misdelphia
- 2010: Im Song Love is a Cat from Hell aus dem Album Illuminaudio von Chiodos
- 2010: Gastauftritt im Musikvideo zu All I Want von A Day to Remember (im Album What Separates Me from You zu finden)
- 2012: Im Coversong Somebody That I Used to Know (Original von Gotye) der Gruppe Mayday Parade aus der Kompilation Punk Goes Pop 5
- 2013: Im Song A Love Like War aus dem Album Don’t Panic: It’s Longer Now! von All Time Low (US: Gold)[34]
- 2014: Im Song Starving for Friends aus dem Album Throgh Art We Are All Equals von Slaves
- 2014: Im Song Sad News in a Quiet Room aus der EP Wandermere von Keyes
- 2015: Gastauftritt in dem Musikvideo zu Boom von Simple Plan
- 2015: Gastauftritt in dem Musikvideo zu Mine, einem Cover des gleichnamigen Stückes von Beyoncé, der Band Third Eye Blind[35]

## Auszeichnungen und Nominierungen
- Alternative Press Music Awards[36]
  - 2014: Best Vocalist (nominiert)
  - 2015: Best Vocalist (nominiert)